# De vloek van Toetan Kanon
 De vloek van Toetan Kanon  is een verhaal uit de Belgische stripreeks Piet Pienter en Bert Bibber van Pom.
Het verhaal verscheen voor het eerst in Gazet Van Antwerpen van 10 maart 1961 tot 7 juli 1961 en als nummer 17 in de reeks bij De Vlijt.

## Personages
- Piet Pienter
- Bert Bibber
- Susan
- Professor Snuffel
- Theo Flitser
- Weremeus Schraap
- Ibn Ben Zhine

## Albumversies
De vloek van Toetan Kanon verscheen in 1961 als album 17 bij uitgeverij De Vlijt. In 1996 gaf uitgeverij De Standaard het album opnieuw uit. Uitgeverij 't Mannekesblad deed hetzelfde in 2011.